# Цзянчуань
Цзянчуа́нь (кит. упр. 江川, пиньинь Jiāngchuān) — район городского подчинения городского округа Юйси провинции Юньнань (КНР).

## История
После завоевания Дали монголами и вхождения этих мест в состав империи Юань в 1276 году здесь была создана Цзянчуаньская область (江川州), которая в 1283 году была преобразована в уезд Цзянчуань (江川县); во времена империи Юань он был подчинён Чэнцзянскому региону (澂江路), а во времена империй Мин и Цин - властям Чэнцзянской управы (澂江府).
После вхождения провинции Юньнань в состав КНР в 1950 году был образован Специальный район Юйси (玉溪专区), и уезд вошёл в его состав. В 1960 году уезд Цзянчуань был присоединён к уезду Юйси, но в 1962 году он был воссоздан. В 1970 году Специальный район Юйси был переименован в Округ Юйси (玉溪地区).
В 1997 году округ Юйси был преобразован в городской округ.
Постановлением Госсовета КНР от 3 декабря 2015 года уезд Цзянчуань был преобразован в район городского подчинения.

## Административное деление
Район делится на 1 уличный комитет, 4 посёлка и 2 волости.